# Alastor bilamellatus
Alastor bilamellatus är en stekelart som beskrevs av Giordani Soika 1941. Alastor bilamellatus ingår i släktet Alastor och familjen Eumenidae. Inga underarter finns listade i Catalogue of Life.